# Gnome Ranger
Gnome Ranger ist ein Textadventure mit Grafiken, entwickelt vom britischen Computerspielehersteller Level 9. Es wurde ab September 1987 für verschiedene Heimcomputer veröffentlicht.

## Handlung
Die Zwergin Ingrid Bottomlow hat sich mit ihrer Familie überworfen, die ihr unzwergisches Verhalten vorwirft – sie hat einen Universitätsabschluss in Wirtschaft gemacht. Die erboste Familie verbannt sie aus ihrem Heimatdorf Gnettlefield und versetzt sie mittels eines Teleportationszaubers in die Mitte eines ihr unbekannten Waldes. Diesen lebend zu verlassen ist das Ziel des Spiels. Dabei gilt es, drei Unterziele zu erreichen: Eine böse Hexe muss besiegt und danach ein Fruchtbarkeitstrank hergestellt werden, und zuletzt müssen kleinere Probleme einer Vielzahl von die Spielwelt bevölkernden Lebewesen gelöst werden.

## Spielprinzip
Gnome Ranger ist ein Textadventure, das heißt, Umgebung und Geschehnisse werden als Bildschirmtext aus- und die Handlungen des Spielers ebenfalls als Text über die Tastatur eingegeben. Eine Besonderheit der textlichen Darstellung ist die Voranstellung des Buchstabens G vor Wörtern, die mit N beginnen, was eine Referenz an den Spieltitel darstellt, der diese Buchstabenkombination enthält. Aus „north“ („Norden“) wird „gnorth“, aus „nothing“ („nichts“) „gnothing“ etc. Hierbei handelt es sich um einen Scherz der Designer, der keine Auswirkung auf das Spielgeschehen hat. In fast allen Versionen werden die Szenerie illustrierende, handgezeichnete Standbilder angezeigt; lediglich die Kassetten-, die 8-Bit-Atari- und die Apple-II-Versionen müssen wegen des begrenzten Speichers ohne jede grafische Untermalung auskommen. Ebenfalls aus Speicherplatzgründen ist das Spiel in drei nur sequenziell startbare Teile unterteilt, die inhaltlich unter die Oberthemen Tiere, Pflanzen und Mineralien subsumiert werden können. Der Parser des Spiels ist im Vergleich zu anderen Textadventures dieser Zeit sowie zu früheren Level-9-Spielen recht fortschrittlich. Die Navigation wird durch Befehle wie „follow“ („folge“) oder „find“ („finde“) vereinfacht, und NPCs können mehrstufige Kommandos gegeben werden. NPCs können sich außerdem frei bewegen und gescripteten Tätigkeiten nachgehen.

## Entwicklungsgeschichte
Das Spiel wurde mithilfe der Level-9-eigenen Programmiersprache KAOS (Knight Orc Adventure System, der Buchstabendreher wurde ignoriert) entwickelt, die durch effiziente Textkomprimierung einen großen Spielumfang und durch Plattformunabhängigkeit die schnelle und kostengünstige Portierung auf andere Systeme ermöglichte und eine Weiterentwicklung des vor 1987 benutzten, ebenfalls hauseigenen A-Code-Systems darstellte. KAOS wurde von Level 9 für das direkt vor Gnome Ranger veröffentlichte Spiel Knight Orc entwickelt und legte seinen Fokus auf das Agieren von und mit NPCs. Firmengründer Pete Austin hatte zuvor in Interviews die Ansicht vertreten, dass die Zukunft der Adventurespiele in verstärkter Interaktion mit NPCs läge. Als Beilage enthielt das Spiel eine Kurzgeschichte von Peter McBride namens The Gnettlefield Journal, die die Hintergrundgeschichte des Spiels lieferte und als Kopierschutz genutzt wurde, da beim Programmstart zufällig ausgewählte Wörter aus der Geschichte eingetippt werden mussten. Gnome Ranger ist das erste humoristische Level-9-Spiel und das erste, für das man sich mit der damals zur BT Group gehörenden Firma Rainbird einen Vertriebspartner suchte.

## Rezeption
Die deutsche Power Play sah inhaltliche Anleihen an das zuvor veröffentlichte Knight Orc, was Redakteur Anatol Locker zu der Frage veranlasste, ob Gnome Ranger noch einen Nachfolger oder schon einen „Abklatsch“ darstelle. Er kritisierte zudem die Grafiken, deren mangelnde Qualität der Digitalisierung von Vorlagen geschuldet sei, und die teils unlogischen Rätsel. Der Parser hingegen sei „durchaus zufriedenstellend“, und wer den Vorgänger mochte, sei mit Gnome Ranger gut beraten.
Vom britischen ACE Magazine wurden insbesondere der Plot, die Puzzles, die NPCs und die Atmosphäre hervorgehoben. Kritisiert wurde vom ebenfalls britischen Your Sinclair, dass der Parser in einigen Situationen die geweckte Erwartungshaltung des Spielers nicht erfülle.